# Maurice Jones-Drew
Maurice Christopher Jones-Drew (* 23. März 1985 in Oakland, Kalifornien) ist ein ehemaliger US-amerikanischer American-Football-Spieler, der auf der Position des Runningbacks spielte. Er war in seiner Karriere für die Jacksonville Jaguars und Oakland Raiders in der National Football League (NFL) aktiv und spielte College Football an der University of California, Los Angeles.
Nach seiner aktiven Spielerkarriere wurde Jones-Drew unter anderem Moderator beim Football-Fernsehsender NFL Network.

## College
Jones-Drew spielte von 2003 bis 2005 an der University of California, Los Angeles bei den UCLA Bruins. 
Er kam in den drei Jahren auf 2.503 Yards in 481 Laufspielzügen und fing 64 Bälle für 819 Yards. Insgesamt schaffte er dabei 33 Touchdowns.

## NFL

### NFL-Spielerkarriere
Jones-Drew wurde im NFL Draft 2006 in der 2. Runde an insgesamt 60. Stelle von den Jacksonville Jaguars ausgewählt.

#### Jacksonville Jaguars
Von seiner Rookie-Saison 2006 bis 2013 spielte Jones-Drew bei den Jaguars und stellte in seiner Zeit in Jacksonville mehrere Teamrekorde als Runningback auf. Unter anderem schaffte er in der Saison 2011 1.606 erlaufene Yards und stellte damit einen neuen Rekord der Jaguars-Franchise auf. Mit dem Aufstellen des Rekordes war er in dieser Saison außerdem der Rushing Leader der NFL.
Jones-Drew wurde in seiner Spielzeit bei den Jaguars insgesamt dreimal in den Pro Bowl gewählt (2009, 2010, 2011).
Für die Jaguars lief Jones-Drew insgesamt 8.071 Yards und 68 Touchdowns. Außerdem fing er 335 Bälle für 2.871 Yards und 11 Touchdowns.

#### Oakland Raiders
Nach Ablauf seines letzten Vertrages mit den Jaguars unterschrieb Jones-Drew am 27. März 2014 einen Drei-Jahres-Vertrag bei den Oakland Raiders und kehrte damit zu seinem Geburtsort zurück.
Jones-Drew entschied sich aber vor Ablauf des Vertrages mit den Raiders, seine aktive Spielerkarriere zu beenden und tat dies am 5. März 2015.

### Karriere als NFL-Moderator
Gleich im Jahr seines Karriereendes als aktiver Spieler der NFL wurde Jones-Drew zum Sportanalysten des US-amerikanischen Fernsehsenders NFL Network, der hauptsächlich Berichterstattungen zur National Football League und gelegentlich zum College Football liefert. Er bildete gleich zu Beginn ein Moderatoren-Duo mit dem ebenfalls ehemaligen NFL-Spieler Ike Taylor.
Am 5. August 2016 wurde von den Los Angeles Rams offiziell bekannt gegeben, dass Jones-Drew deren Radio-Broadcast-Team unterstützen würde. Er wurde im Moderatoren-Team als Color Analyst eingesetzt.

## Persönliches
Jones-Drews Cousin Mykal Walker spielt ebenfalls in der NFL als Linebacker. 